# Timbres de Mayotte 2000
Cet article recense les timbres de Mayotte émis en 2000 par La Poste.

## Généralités
Les émissions de 2000 porte la mention « Mayotte - République française - La Poste 2000 » et une valeur faciale libellée en euro (EUR) et en franc français (FRF).

## Légende
Pour chaque timbre, le texte rapporte les informations suivantes :
- date d'émission, valeur faciale et description,
- formes de vente,
- artistes concepteurs et genèse du projet,
- manifestation premier jour,
- date de retrait, tirage et chiffres de vente,

ainsi que les informations utiles pour une émission donnée.

## Février

### Les baleines
Le 5 février, est émis un timbre de 5,20 francs ou 0,79 euro sur les baleines, avec deux spécimens nageant sous l'eau.
Le timbre est dessiné par Nadine Murat et imprimé en offset.
Il est retiré de la vente le 1er avril 2002.

### Boutre de l'océan Indien
Le 5 février, est émis un timbre de 3 francs ou 0,46 euro représentant une boutre à une voile, type de bateau de l'océan Indien.
Le timbre est dessiné par J. Renier et imprimé en offset.
Il est retiré de la vente le 1er avril 2002.

## Mars

### Inner Wheel. District 920
Le 24 mars, est émis un timbre de 5,20 francs ou 0,79 euro reproduisant le logotype du club service Inner Wheel, dont le district 920 regroupe des associations de Madagascar et de La Réunion. En haut du timbre, se trouve la devise « aimer - donner - partager ».
Le timbre est créé par Gilles Renaud et imprimé en offset.
Il est retiré de la vente le 1er avril 2002.

## Mai

### Femme mahoraise. Tradition et modernité
Le 2 mai, est émis un bloc de deux timbres (un de 3 francs ou 0,46 euro, l'autre de 5,20 francs ou 0,79 euro) présentant, en peinture, deux femmes mahoraises et titré Femme mahoraise. Tradition et modernité.
Le bloc est dessiné par Gilles Renaud et imprimé en offset.
Il est retiré de la vente le 1er avril 2002.

### L'île au Lagon
Le 2 mai, est émis un timbre de 3 francs ou 0,46 euro titré L'île au Lagon reproduisant une peinture sur le thème maritime.
L'œuvre de Madame Bayle est imprimée en offset.
Il est retiré de la vente le 1er avril 2002.

## Juin

### Course de pneus
Le 26 juin, est émis un timbre de 3 francs ou 0,46 euro sur un jeu d'enfants, la course de pneus.
Le timbre est dessiné par Gilles Renaud et imprimé en offset.
Il est retiré de la vente le 1er avril 2002.

### Tombeau du sultan Andriantsouly
Le 26 juin, est émis un timbre de 5,40 francs ou 0,82 euro sur le tombeau du sultan Andriantsoly (orthographié « Andriantsouly » sur le timbre), édifié sur un sommet de Mamoudzou. Ce souverain régnait à Iboina à Madagascar au début du XIXe siècle. Il se réfugia à Mayotte où il meurt assassiné.
Le timbre est dessiné par Gilles Renaud et imprimé en offset.
Il est retiré de la vente le 1er avril 2002.

## Septembre

### Les coquillages protégés du lagon de Mayotte
Le 25 septembre, est émis un bloc de quatre timbres de 3 francs ou 0,46 euro sur quatre espèces protégées de mollusques, à travers leur coquille, qui vivent dans le lagon de Mayotte : Cassis cornuta, Charonia tritonis, Cypraecassis rufa, et, enfin, sur le même timbre, Cypraea mauritiana (premier plan) et Cypraea tigris (écrits « Cyprae mauritania » et « Cyprae tigris » sur le timbre).
Le bloc est dessiné par Gilles Renaud et imprimé en offset.
Il est retiré de la vente le 8 novembre 2002.

## Octobre

### Zéna M'Déré 1917-1999
Le 28 octobre, est émis un timbre de 3 francs ou 0,46 euro pour l'anniversaire de la mort de Zéna M'Déré, militante politique mahoraise. Elle agit notamment en faveur du droit des femmes et participa au mouvement des Chatouilleuses dans les années 1960 et 1970.
Le portrait par Gilles Renaud est imprimé en offset.
Le timbre est retiré de la vente le 8 novembre 2002.

## Novembre

### Distillerie d'ylang
Le 27 novembre, est émis un timbre de 2,70 francs ou 0,41 euro illustré d'une installation pour distiller des fleurs d'ylang-ylang pour en tirer leurs huiles essentielles.
Le dessin de Cadalbert est imprimé en offset.
Il est retiré de la vente le 8 novembre 2002.

### Le nouvel hôpital
Le 27 novembre, est émis un timbre de 10 francs ou 1,52 euro représentant la façade du nouvel hôpital de Mayotte.
Le timbre est dessiné par Gilles Renaud et imprimé en offset.
Il est retiré de la vente le 8 novembre 2002.

### Sources
- Catalogue de cotations des timbres des DOM-TOM, Dallay, 2006-2007, pages 405-406.